# Pronoctua
Pronoctua é um gênero de traça pertencente à família Arctiidae.